# Chalcotropis
Genre
Chalcotropis est un genre d'araignées aranéomorphes de la famille des Salticidae.

## Distribution
Les espèces de ce genre se rencontrent aux Philippines, en Indonésie, en Inde et aux Tonga.

## Liste des espèces
Selon World Spider Catalog (version 18.0, 20/03/2017) :
- Chalcotropis acutefrenata Simon, 1902
- Chalcotropis caelodentata Merian, 1911
- Chalcotropis caeruleus (Karsch, 1880)
- Chalcotropis celebensis Merian, 1911
- Chalcotropis decemstriata Simon, 1902
- Chalcotropis insularis (Keyserling, 1881)
- Chalcotropis luceroi Barrion & Litsinger, 1995
- Chalcotropis pennata Simon, 1902
- Chalcotropis praeclara Simon, 1902
- Chalcotropis radiata Simon, 1902

## Publication originale
- Simon, 1902 : Description d'arachnides nouveaux de la famille des Salticidae (Attidae) (suite). Annales de la Société Entomologique de Belgique, vol. 46, p. 24-56 & 363-406 (texte intégral).